# Barrio Sustentable Monarca
Barrio Sustentable Monarca es una localidad del estado mexicano de Michoacán. Es parte del municipio de Angangueo. Fue fundada el 15 de febrero de 2015.

## Demografía
| Censo | Población |
| ----- | --------- |
| 2020  | 1 023     |